# Herb guberni warszawskiej
Herb guberni warszawskiej zatwierdzony przez cesarza 25 lutego 1869 roku przedstawiał na tarczy kroju francuskiego, w polu błękitnym, snop zboża złoty, przecięty wpół rzeką srebrną. Tarczę wieńczyła korona cesarska, po bokach tarczy złote gałęzie dębowych liści przewinięte błękitną wstęgą orderu świętego Andrzeja.